# Mark Z. Danielewski
Mark Z. Danielewski (Nova Iorque, 5 de março de 1966) é um escritor estado-unidense. Ele é o filho do diretor polonês de filmes avant-garde Tad Danielewski e irmão da cantora e compositora Annie Decatur Danielewski, mais conhecida como Poe.

## Livros
- Março 2000: House of Leaves
- Out. 2000: The Whalestoe Letters
- Out. 2005: The Fifty Year Sword
- Set. 2006: Only Revolutions